# کرنکی (استان اشوی‌داشکسیه)
کرنکی (به لهستانی: Krynki) یک منطقهٔ مسکونی در لهستان است که در گمینا بروده (استان اشوی‌داشکسیه) واقع شده‌است. کرنکی ۱٬۲۷۳ نفر جمعیت دارد.